# 梅耿光
梅耿光（西班牙語：Federico Melendro Gutiérrez，1889年7月18日—1978年10月25日），是天主教西班牙籍總主教及耶穌會會士。曾任安慶總教區總主教(1930年-1978年)。

## 生平
1889年7月18日，梅耿光出生於西班牙波旁复辟時期的卡斯蒂利亞-萊昂帕倫西亞省城鎮比利亞西拉德瓦爾達維亞 。1907年，他17歲時加入耶穌會。曾於1914年-1918年間，古巴西恩富戈斯擔任小學教師。1922年3月5日，梅耿光在32歲時，在西班牙晉鐸，並赴中國傳教。
1930年2月14日，梅耿光於40歲時，獲時任教宗庇護十一世任命為安慶宗座代牧區宗座代牧，領銜Remesiana教區主教 。同年6月1日，主教祝聖禮儀由蕪湖宗座代牧胡其昭主禮，上海宗座代牧惠濟良和海門宗座代牧朱開敏襄禮。 1946年4月11日，聖座決定在中國實行聖統制，安慶宗座代牧區獲升格為安慶總教區，梅耿光也成為安慶總教區首任正權總主教。
在他的任期裡，中國分別爆發日本侵華及國共內戰。1949年10月1日，中國共產黨在中國大陸地區建立中華人民共和國，並開始針對天主教進行宗教迫害及打壓。
1952年，西班牙籍的梅耿光被中國政府驅逐出境，並返回西班牙。1978年10月25日，梅耿光在西班牙卡斯蒂利亞-萊昂巴利亞多利德省比利亞加爾西亞德坎波斯去世，享年89歲。